# Фондовая биржа Афин
Фондовая биржа Афин (ASE или ATHEX; греч. Χρηματιστήριο Αθηνών) — фондовая биржа, расположенная в Афинах, Греция. Впервые начала свою работу в 1876 году.
Афинская фондовая биржа — филиал Hellenic Exchanges SA, чьи акции имеют листинг на ATHEX. В августе 1999 года начал действовать рынок производных финансовых инструментов (срочный рынок). В 2002 Афинская фондовая биржа и Афинская биржа производных финансовых инструментов (англ. Athens Derivatives Exchange) объединились в Афинскую биржу (англ. Athens Exchange).
До 2007 года штаб-квартира афинской биржи располагалась в районе Афин Псири по улице Софокла. Новая штаб-квартира расположена на улице Афинской (ранее улица Кавала). Торговые сессии проводятся с 10:00 до 17:20 часов во все дни недели, кроме субботы, воскресенья и праздников, о которых биржа сообщает заранее.
Официальный бюллетень афинской фондовой биржи — газета «Нафтемпорики».